# Un solo grande amore (film 1972)
Un solo grande amore (La casa de las palomas)  è un film del 1972 diretto da Claudio Guerín.
Pellicola erotica, prima girata in Spagna da Ornella Muti, all'età di diciassette anni.

## Trama
Sandra Ruvio è una studentessa diciassettenne che frequenta un collegio di suore e vive nella villa della madre Alessandra.
La madre è vedova ma ancora bella, ed è corteggiata da Fabrizio, che si presenta come un playboy, ma la donna non si fida molto di lui.
L'uomo infatti nasconde molte cose sulla propria vita privata, ed inizia a fare il doppio gioco fino ad intrecciare segretamente una relazione sessuale con la minorenne Sandra. Gli incontri si ripetono in una casa per appuntamenti, fino a quando i segreti crollano e la madre ha una terribile reazione.